# Eupromerella versicolor
Eupromerella versicolor là một loài bọ cánh cứng trong họ Cerambycidae.